# Promethea
Promethea és una sèrie de còmic creada per Alan Moore, J.H. Williams III i Mick Gray, publicada per America's Best Comics/WildStorm.
Explica la història de Sophie Bangs, una estudiant universitària d'una ciutat futurista alternativa de Nova York el 1999, que encarna la poderosa entitat coneguda com Promethea la tasca de la qual és portar l'Apocalipsi.
Publicada originalment com a 32 números entre 1999 i 2005, la sèrie s'ha tornat a publicar en cinc novel·les gràfiques i un número de tapa dura. Moore teixeix elements de màgia i misticisme juntament amb la mitologia i l'acció dels superherois, l'espiritualitat i el més enllà (en particular l'Arbre de la vida) i la ciència-ficció. Promethea inclou una àmplia experimentació amb estils visuals i art.
Ha estat publicat per les editorials catalanes Planeta DeAgostini, Norma Editorial i ECC Ediciones només en castellà.

## Resum de la trama
Al segle V dC, una turba cristiana amenaça la casa d'un mag a l'Egipte hel·lenístic. Li diu a la seva filla Promethea que fugi al desert, amb l'esperança que els déus del món antic la preservin. La història es trasllada a la ciutat de Nova York a finals del segle xx. Sophie Bangs espera entrevistar una dona anomenada Barbara Shelley per a un article universitari sobre "Promethea", un personatge que sembla repetir-se en la literatura i la cultura pop al llarg dels segles. Shelley és hostil amb ella i adverteix: "No vols anar a buscar folklore. I sobretot no vols que el folklore et vingui a buscar”. Després de marxar, la Sophie és rastrejada i atacada per una criatura coneguda com a Smee. Quan les coses semblen més desoladores per a Sophie, la Bàrbara la rescata, qui té poders místics i ara està vestida com a Promethea. Informa a Sophie que l'única raó per la qual pot haver estat atacada és que algú sospiti que es convertirà en la propera encarnació de Promethea (la Barbara és l'actual). Resulta que Promethea és cridada al món quan algú fa servir la seva imaginació per fer-la real. Mentre s'amaguen de la Smee que la persegueix, la Barbara, debilitada i mortalment ferida, li ordena a Sophie que escrigui un poema sobre Promethea amb l'esperança que Sophie sigui realment la successora i que l'expressió creativa sigui una manera d'aconseguir que la Sophie tingui l'estat d'ànim correcte per permetre's convertir-se en Promethea. La idea de Bàrbara funciona i a partir d'aquella nit la Sophie, després d'haver derrotat a la Smee, es converteix en la nova Promethea.
La història continua amb Sophie/Promethea aprenent sobre Promethea i els individus anteriors que han estat en el passat les encarnacions de Promethea. En els dies següents, l'hospital on es troba la Bàrbara és atacat per dimonis, un acte que porta a la mort de la Barbara. Això motiva la Sophie a aprendre més sobre la màgia, el misticisme i l'arbre de la vida i les seves esferes per trobar la Barbara i ajudar-la a buscar Steve Shelly, el seu marit mort. Al llarg de la seva escalada per les esferes de l'Arbre de la Vida, Sophie/Promethea i Barbara es troben amb dificultats com l'empresonament pel dimoni Asmodeu, a més de conèixer figures com el pare de la Sophie, Juan (que va morir quan era petita), l'àngel de la guarda de Bàrbara, Boo Boo i El pare de Promethea, a qui ella no ha vist des del seu assassinat l'any 411 dC. Finalment, Barbara i Steve es troben i es reencarnen com a bessons (que la Sophie acaba cuidant al final del llibre). Després d'haver estat fora un estiu sencer, la Sophie no sap que l'FBI ha estat rastrejant Promethea i vol detenir-la pels esdeveniments que Promethea ha provocat al llarg dels anys. Moments abans que arribi l'FBI, la mare de la Sophie li ordena que fugi (igual que el pare de Promethea havia fet segles abans).
Passen tres anys i Sophie, després d'haver abandonat les seves funcions com a Promethea, s'amaga a Millennium City sota l'àlies Joey Estrada amb el seu nou xicot Carl. No obstant això, després de ser trobada per l'FBI i Tom Strong, Sophie es converteix a contracor en Promethea i al seu torn porta a terme una darrera tasca; provocant la fi del món.